# Storena annulipes
Storena annulipes är en spindelart som först beskrevs av Ludwig Carl Christian Koch 1867.  Storena annulipes ingår i släktet Storena och familjen Zodariidae.
Artens utbredningsområde är Queensland. Inga underarter finns listade i Catalogue of Life.